# Do Adolfów
Do Adolfów (jap. アドルフに告ぐ Adorufu ni tsugu) – manga autorstwa Osamu Tezuki, publikowana na łamach magazynu „Shūkan Bunshun” wydawnictwa Bungeishunjū w latach 1983–1985. Akcja rozgrywa się przed, w trakcie i po II wojnie światowej, a historia koncentruje się na trzech mężczyznach o imieniu Adolf. Adolf Kamil jest Żydem aszkenazyjskim mieszkającym w Japonii. Jego najlepszy przyjaciel, Adolf Kaufmann, ma mieszane japońsko-niemieckie pochodzenie. Trzeci Adolf to Adolf Hitler, dyktator Niemiec. Manga przedstawia również Soheia Toge, japońskiego dziennikarza, oraz jego poszukiwania dokumentów, które mogłyby zmienić bieg wojny. Utwór porusza tematy narodowości, etniczności, rasizmu i wojny, a także zawiera elementy dojrzewania, fikcji szpiegowskiej i dramatu historycznego.
Polski przekład ukazał się nakładem wydawnictwa Waneko.

## Fabuła
W 1936 roku japoński reporter Sohei Toge przybywa do Berlina, aby relacjonować Letnie Igrzyska Olimpijskie. Na miejscu dowiaduje się, że jego młodszy brat, który studiował w Niemczech jako student międzynarodowy, został zamordowany i miał powiązania z organizacjami komunistycznymi. Co więcej, wszystkie ślady dotyczące badań jego brata w Niemczech zniknęły. Prowadząc dochodzenie, Toge odkrywa, że morderstwo jego brata jest powiązane z dokumentami, które ten wysłał do Japonii, zawierającymi informacje dotyczące Adolfa Hitlera. Informacje te są kluczowe dla Trzeciej Rzeszy, ponieważ zawierają dowody na to, że Adolf Hitler ma żydowskie korzenie.
Wolfgang Kaufmann, niemiecki emigrant i członek NSDAP mieszkający w Japonii, otrzymuje rozkaz odnalezienia dokumentów. Oczekuje od swojego syna, pół-Japończyka Adolfa Kaufmanna, że stanie się gorliwym zwolennikiem Adolfa Hitlera i Trzeciej Rzeszy. Jednak Adolf Kaufmann nie chce spełniać woli ojca, gdyż jego najlepszym przyjacielem jest Adolf Kamil, syn niemieckich Żydów. Wolfgang umiera w wyniku komplikacji związanych z poszukiwaniem wspomnianych dokumentów; w ostatnich chwilach życia zmusza Kaufmanna (odtąd nazywanego Kauffmanem), by udał się do Niemiec i dołączył do Hitlerjugend. Podczas pobytu w akademii Hitlerjugend, Kauffman jest świadkiem egzekucji ojca Kamila, który przybywa do Europy, by próbować przetransportować Żydów do Japonii przez Szanghaj. Kauffman zostaje zmuszony do zastrzelenia ojca Kamila z pistoletu w dowodzie lojalności. W miarę jak Kauffman coraz bardziej ulega indoktrynacji, jego matka Yukie oddala się od niemieckich powiązań swojego zmarłego męża. Wierność Kauffmanna wobec Trzeciej Rzeszy zostaje wystawiona na próbę, gdy zakochuje się w niemiecko-żydowsko-chińskiej dziewczynie, Elizie. Udaje mu się przemycić Elizę do Japonii, do jego przyjaciela Kamila, ale nie jest w stanie sprowadzić jej rodziny. Rok później Japonia najeżdża Chiny, rozpoczynając drugą wojnę chińsko-japońską, co zapoczątkowuje okres gorączkowego militaryzmu i nacjonalizmu w Japonii. W tym czasie Kamil staje się powiernikiem jednej ze swoich nauczycielek, pani Ogi, która jest zaangażowana w japoński ruch antywojenny.
W miarę rozwoju wydarzeń, losy trzech Adolfów splatają się i stają coraz bardziej zagmatwane, podczas gdy Sohei Toge poszukuje mordercy swojego brata. Po torturach zadanych przez Gestapo, Toge w końcu odnajduje dziewczynę swojego brata, która okazuje się szpiegiem pracującym dla swojego ojca, inspektora Lampego. Toge konfrontuje się z nią w gniewie, a ona przyznaje się do doniesienia na Isao do SS. Po szarpaninie gwałci ją i wyjeżdża do Japonii. Niedługo potem dziewczyna popełnia samobójstwo. W Japonii Toge szybko staje się celem zarówno Kempeitai, jak i niemieckiej tajnej policji, którzy regularnie go ścigają i biją, próbując zdobyć dokumenty. Pomimo tego, Toge nawiązuje kontakt z Ogim i udaje mu się odzyskać dokumenty, które jego brat wysłał do Kobe przed śmiercią. Dokumenty zmieniają swoje miejsce wielokrotnie, ponieważ Toge, będąc podejrzanym, nie może znaleźć pracy. Podczas jednego z pościgów zaprzyjaźnia się z japońskim szefem policji, który towarzyszy mu w pościgu na wyspę, gdzie Ogi ukrywa dokumenty. Jednak grupa Gestapo pod dowództwem Lampego, który szuka zemsty za swoją córkę, odnajduje ich tam. Toge udaje się uciec Lampemu po intensywnej wymianie ognia na wyspie. Chociaż szef policji ginie, wcześniejsza notatka, którą napisał, oczyszcza Toge z zarzutów, i japońska policja przestaje go ścigać. Aby uniknąć dalszych kłopotów, dokumenty trafiają do Ogiego, a następnie do Kamila, który teraz mieszka z Elizą. W 1941 roku, wraz z atakiem Niemiec na Związek Radziecki, Toge dochodzi do wniosku, że dokumenty najlepiej przekazać Hondzie, synowi generała Cesarskiej Armii, pracującemu dla sowieckiej siatki szpiegowskiej pod dowództwem Richarda Sorge. Zanim Honda zdołał przesłać dokumenty Sowietom, Sorge zostaje schwytany, a siatka szpiegowska rozpada się. Przed egzekucją, której dokonuje jego ojciec po wyznaniu zdrady, Hondzie udaje się zakopać dokumenty.
W latach poprzedzających 1945 rok Kaufmann awansuje w hierarchii partii nazistowskiej i przechodzi pełną indoktrynację jako nazista. Ostatecznie staje się lojalnym podwładnym Hitlera i koordynatorem marszów śmierci jako funkcjonariusz SS. Po nieudanym zamachu 20 lipca i w obliczu nieuchronnej klęski militarnej Niemiec pod rządami coraz bardziej niestabilnego Führera, Kaufmann zostaje wysłany do Japonii przez ocalałego Lampego, aby dokończyć misję swojego ojca, Wolfganga. Po przybyciu do Japonii jest zaskoczony, gdy odkrywa, że jego cel, Toge, poślubił jego matkę. Spotyka także Kamila, co wywołuje w nim gniew, gdy dowiaduje się, że ten zaręczył się z Elizą. Później zastawia pułapkę na Elizę i gwałci ją, a następnie bije Kamila, który przychodzi szukać zemsty. W wyniku jego coraz większego wyobcowania wobec rodziny i przyjaciół w Japonii zostaje wydziedziczony przez Yukie, która niedługo potem doznaje uszkodzenia mózgu podczas nalotu alianckiego na Kobe. Dalsze dochodzenie Kaufmanna ostatecznie prowadzi go do odnalezienia zakopanych dokumentów, które odkrywa dopiero po śmierci Hitlera, co sprawia, że jego misja staje się bezcelowa.
Kaufmann i Kamil spotykają się ponownie podczas konfliktu izraelsko-libańskiego w latach 60., który przynosi niezliczone okrucieństwa po obu stronach. Kaufmann, który dołączył do libańskiego PLO po latach ucieczki przed izraelskimi łowcami nazistów, pewnego dnia wraca do domu i zastaje swoją muzułmańską żonę i córkę zamordowane przez oddział Kamila. Rozpoczyna się jego osobista vendetta przeciwko Kamilowi, którą ostatecznie kończy wyzwaniem go na pojedynek. Kamil przyjmuje wyzwanie i ujawnia, że wie o egzekucji swojego ojca. Po wymianie ognia Kamil mści się, zabijając Kaufmanna strzałem z broni.
W latach 80. Toge przybywa do Izraela, aby odwiedzić rodzinę Kamila, która przeżyła, po tym jak ten zginął w ataku bombowym przeprowadzonym przez terrorystów. Postanawia napisać książkę zatytułowaną „Do Adolfów”, w której opisuje historie trzech Adolfów i zastanawia się, dokąd może prowadzić pojęcie „sprawiedliwości”.

## Publikacja serii
Manga była publikowana w magazynie „Shūkan Bunshun” wydawnictwa Bungeishunjū od 6 stycznia 1983 do 30 maja 1985. Całość została zebrana w 4 tankōbonach, wydawanych od 30 maja do 10 listopada 1985.
W Polsce seria została wydana przez Waneko w dwóch tomach zbiorczych.
| Nr | Język japoński    | Język japoński     | Język polski     | Język polski           |
| Nr | Data wydania      | ISBN               | Data wydania     | ISBN                   |
| -- | ----------------- | ------------------ | ---------------- | ---------------------- |
| 1  | 30 maja 1985      | ISBN 4-16-363250-6 | 21 grudnia 2016  | ISBN 978-83-8096-177-7 |
| 2  | 30 czerwca 1985   | ISBN 4-16-363260-3 | 21 grudnia 2016  | ISBN 978-83-8096-177-7 |
| 3  | 1 sierpnia 1985   | ISBN 4-16-363270-0 | 28 kwietnia 2017 | ISBN 978-83-8096-178-4 |
| 4  | 10 listopada 1985 | ISBN 4-16-363280-8 | 28 kwietnia 2017 | ISBN 978-83-8096-178-4 |

## Wyróżnienia
W 1986 roku manga zdobyła nagrodę Kōdansha Manga w kategorii ogólnej.